# Mirosława Naskręt-Barciszewska
Mirosława Zofia Naskręt-Barciszewska (ur. 1946) – polska biochemik, profesor nauk chemicznych, pracownik naukowy Instytutu Chemii Bioorganicznej Polskiej Akademii Nauk, gdzie kieruje Zakładem Biologii Medycznej.

## Życiorys
W 1989 r. habilitowała się na podstawie pracy zatytułowanej Struktura i właściwości roślinnych kwasów rybonukleinowych: tRNA i 58 rRNA. 8 lipca 1997 nadano jej tytuł profesora nauk chemicznych.
W 1972 wyszła za mąż za Jana Barciszewskiego (później profesora, również w ICHB PAN). Mają dwójkę dzieci, syna i córkę.

## Odznaczenia i wyróżnienia
Odznaczona Krzyżem Kawalerskim (2000) i Krzyżem Oficerskim (2013) Orderu Odrodzenia Polski.

## Projekty badawcze
Kierowane projekty badacze finansowane przez Narodowe Centrum Nauki:
- Wykorzystanie związków małocząsteczkowych w epigenetycznej terapii złośliwych glejaków mózgu (OPUS 19, od 2021)